# Nacido rey
Pour plus de détails, voir Fiche technique et Distribution.
Nacido rey (arabe : وُلِدَ مَلِكاً ; anglais : Born a King) est un film biographique saoudo-brittano-espagnol réalisé par Agustí Villaronga et sorti en 2019.

## Synopsis
En 1919, après l'effondrement de l'Empire ottoman, Fayçal, 14 ans, est envoyé par son père, l'émir Abdelaziz, en mission diplomatique à Londres pour assurer la formation de ce qui allait devenir le Royaume d'Arabie saoudite. Le jeune Fayçal négocie l'avenir de son pays et de sa famille avec des hommes politiques chevronnés comme Winston Churchill et Lord Curzon, et se lie d'amitié avec la princesse Mary.

## Fiche technique
- Titre original espagnol : Nacido rey[2],[3]
- Titre arabe : وُلِدَ مَلِكاً, Wulida malikan
- Titre anglais : Born a King
- Réalisation et scénario : Agustí Villaronga
- Scénario : Henry Fitzherbert
- Photographie : Josep M. Civit
- Montage : Pablo Blanco
- Musique : Hicham Nazih
- Décors : Alison Riva
- Production : Andrés Vicente Gómez (es), Marco Gómez, Stuart Sutherland, Todd Albert Nims
- Sociétés de production : Arena Audiovisual, Celtic Films
- Pays de production :  Espagne -  Arabie saoudite -  Royaume-Uni
- Langues originales : arabe, anglais britannique
- Format : Couleurs - 2,35:1
- Genre : Film biographique, historique et initiatique
- Durée : 103 minutes
- Dates de sortie :
  - Espagne : 25 avril 2019 (Festival international du film Sant Jordi de Barcelone)
  - Arabie saoudite : 26 septembre 2019
  - France : 22 juin 2020 (Festival de Cannes 2020)

## Distribution
- Abdoullah Ali : le prince Fayçal adulte
  - Youssef Alsaid : le prince Fayçal enfant
- Ed Skrein : St. John Philby
- Hermione Corfield : princesse Mary
- Laurence Fox : Lawrence d'Arabie
- Rawkan Binbella : l'émir Abdelaziz
- James Fleet : le roi George V
- Celyn Jones : Winston Churchill
- Rubén Ochandiano : Ahmed bin Abdullah Al Thunayan (ar)
- Aidan McArdle : Humphrey Bowman
- Marina Gatell (es) : Stella
- Kenneth Cranham : Lord Curzon
- Lewis Reeves (en) : Édouard VIII, le prince de Galles

## Production
Le tournage s'est terminé fin 2017,. La production du film a duré près de quatre ans. Les lieux de tournage incluent Londres, Riyad et Dariya. Il s'agit du premier film dans lequel joue l'acteur saoudien Abdoullah Ali.